# Vájggánjávrátja
Vájggánjávrátja, enligt tidigare ortografi Vaikanjauratjah, är en sjö i Jokkmokks kommun i Lappland och ingår i Luleälvens huvudavrinningsområde. Sjön har en area på 0,14 kvadratkilometer och ligger 875 meter över havet. Vájggánjávrátja ligger i Sarek Natura 2000-område.

## Delavrinningsområde
Vájggánjávrátja ingår i det delavrinningsområde (745516-159263) som SMHI kallar för Mynnar i Rapaätno. Medelhöjden är 1 016 meter över havet och ytan är 58,19 kvadratkilometer. Räknas de 2 avrinningsområdena uppströms in blir den ackumulerade arean 117,21 kvadratkilometer. Gådokjåhkå som avvattnar avrinningsområdet har biflödesordning 5, vilket innebär att vattnet flödar genom totalt 5 vattendrag innan det når havet efter 306 kilometer. Avrinningsområdet består mestadels av kalfjäll (96 procent). Avrinningsområdet har 0,2 kvadratkilometer vattenytor vilket ger det en sjöprocent på 0,3 procent. Delavrinningsområdet täcks till 0,21 procent av glaciärer, med en yta av 0,1213 kvadratkilometer.

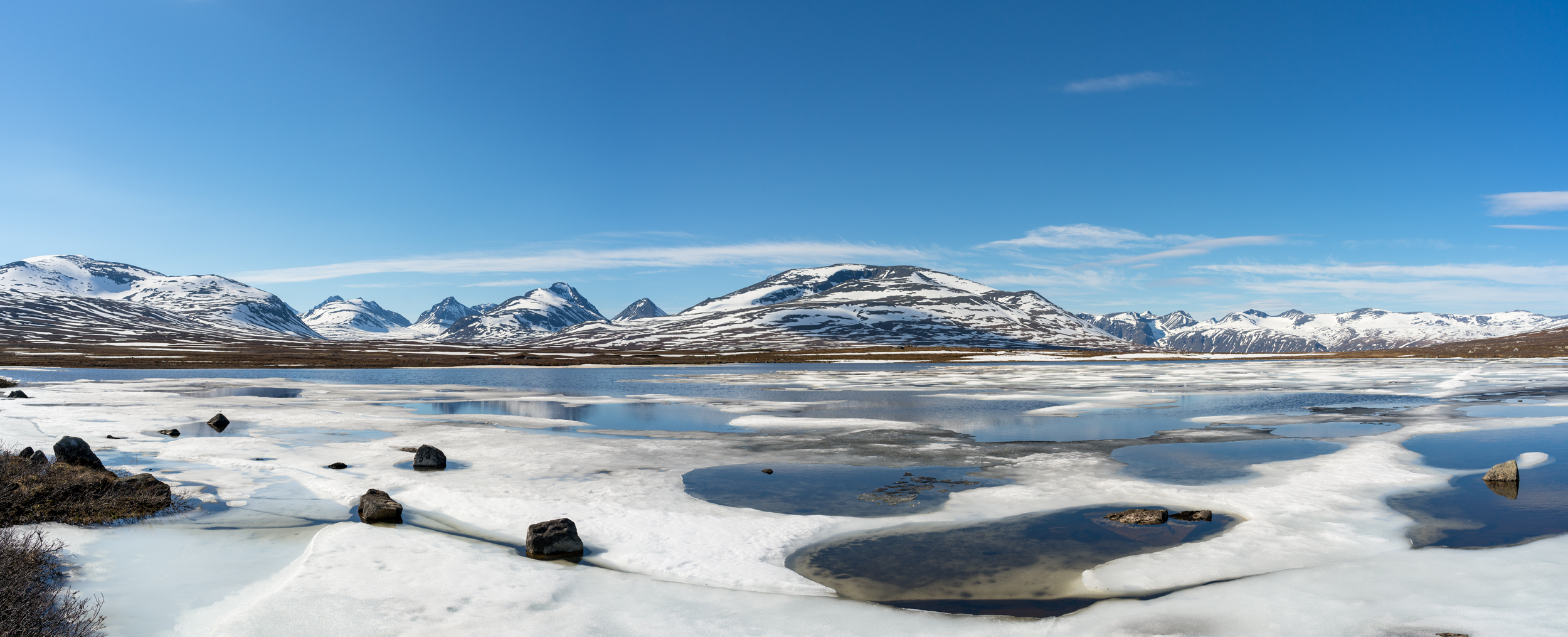
Den södra av sjöarna i Vájggánjávrátja.